# TPV Tampere
Tampereen Pallo-Veikot is een Finse voetbalclub. De club is opgericht in 1930 en speelt de thuiswedstrijden in het Tammela Stadion in Tampere. Naar Fins gebruik wordt de voetbalvereniging aangeduid met TPV.
Tegenwoordig is TPV alleen nog een voetbalclub, in het verleden werd ook de sporten bandy, boksen en ijshockey beoefend. In de eerste jaren kwam TPV uit in de TUL competitie (de competitie van de Arbeiders Sport Federatie) waar het zes keer kampioen werd. In 1994 werd TPV de kampioen van de indoorcompetitie die de TUL organiseert. In datzelfde jaar won de club ook de landstitel op het veld, in de Veikkausliiga. Een jaar later echter volgde degradatie.

## Erelijst
- Landskampioen

1994
- TUL competitie

1932, 1934, 1938, 1940, 1943, 1946, 1994, 2016
- TUL indoorcompetitie

1994, 2007

## Kampioensteam
- 1994 — Jari Aaltonen, Jarno Aaltonen, Mika Aaltonen (1965), Mika Aaltonen (1967), Dionisio, Krzysztof Gawara, Marko Granholm, Miika Juntunen, Olli Kangaslahti, Timo Lahtivuori, Tomi Leivo-Jokimäki, Jukka Leppänen, Petri Levola, Timo Lindholm, Jukka-Pekka Listenmaa, Juha-Pekka Mäkinen, Jari Niemi, Jukka-Pekka Pietilä, Jarmo Poskiparta, Kim Suominen, Petteri Viljanen, Jarkko Wiss en Veli-Matti Vuorio. Trainer-coach: Pertti Lundell

## TPV in Europa
#Q = #kwalificatieronde, T/U = Thuis/Uit, W = Wedstrijd, PUC = punten UEFA coëfficiënten .
Uitslagen vanuit gezichtspunt TPV Tampere
| Seizoen | Competitie | Ronde | Land               | Club                | Totaalscore | 1e W    | 2e W    | PUC |
| ------- | ---------- | ----- | ------------------ | ------------------- | ----------- | ------- | ------- | --- |
| 1995/96 | UEFA Cup   | Q     | Vlag van Noorwegen | Viking FK Stavanger | 1-7         | 0-4 (T) | 1-3 (U) | 0.0 |

Zie ook: Deelnemers UEFA-toernooien Finland